# 馬原文彦
馬原 文彦（まはら ふみひこ、1941年 - ）は、日本の医師、医学博士。日本紅斑熱の発見者。

## 概要
熊本県で7人兄妹の6番目の子として生まれ、人吉市の小学校を終えると東京に出た。北海道で医師をする兄のところに遊びに行くにつれ、北海道を憧れるようになり、札幌医科大学に入学した。卒業後は外科（主任教授は和田寿郎）に入局し心臓外科医として腕を磨いた。東京の杏林大学に心臓外科を新設する際に和田寿郎一門から派遣されて同大学に赴任した。徳島県の無医地区からの開業要請があり、元々地域医療を志していたこともあり、1980年徳島県阿南市で馬原医院を開院した。80年の歴史に幕を下ろしたダニの民間研究施設の大原研究所（福島市）の活動と人材を受け継いで、2012年に馬原アカリ医学研究所を開設した。

## 日本紅斑熱の発見
1984年、発疹と発熱がある63歳女性(1例目)が来院し入院加療となった。そろそろ退院しようかと考えた2週目に、「山でダニに刺されてから発熱した」という発疹と発熱と刺し口（かさぶた）がある69歳女性(2例目)が来院した。1例目の人に話を聞いてみると、2例目の人と同じ山に入山していた。阿南医師会病院に臨床写真と検査を持ちこんでの各科の医師とディスカッションしたところ、ツツガムシ病と推測された。そこで古典的なリケッチアの血清検査であるワイル・フェリックス反応検査をしてみたところ、ツツガムシ病ならばOX-K反応が陽性になるところが、1例目で（のちに2例目も)OX-2反応が陽性を示した。当時の日本にはOX-2陽性を示すリケッチア感染症は知られていなかった。さらに翌月、発疹と発熱と刺し口のある3例目の患者が来院し、最も重症な症例だった。こうなっては究明しないといけないと考えて、国立予防衛生研究所（現国立感染症研究所)に感染患者の血清を送り検査を依頼し、日本初の紅斑熱リケッチア感染症であることが判明した。1987年に日本紅斑熱と命名した。